# Paradise Square (musical)
Paradise Square es un musical de teatro, con música de Jason Howland, letras de Masi Asare y Nathan Tysen, y libro de Christina Anderson, Marcus Gardley, Larry Kirwan y Craig Lucas. Ambientado en la ciudad de Nueva York durante la Guerra Civil, el musical sigue el conflicto entre los americanos irlandeses y los americanos negros. La producción está dirigida por Moisés Kaufman y coreografiada por Bill T. Jones, con dirección intimista de Gaby Labotka. El musical se estrenó en Broadway, en el Teatro Ethel Barrymore, el 3 de abril de 2022, con críticas dispares. El musical recibió 10 nominaciones en la 75.ª edición de los premios Tony, incluyendo la de mejor musical, con Joaquina Kalukango como mejor actriz.

## Producción
El musical está basado en Hard Times, concebido por Kirwan, que se presentó originalmente en Off Broadway en 2012 en el teatro The Cell de Nancy Manocherian, bajo la dirección de Kira Simring
El musical se estrenó en el Berkeley Repertory Theatre de Berkeley (California) el 27 de diciembre de 2018, con una duración limitada que se prolongó hasta el 3 de marzo de 2019.
Tuvo un recorrido pre-Broadway en el Nederlander Theatre de Chicago del 2 de noviembre al 5 de diciembre de 2021 La producción se estrenó con críticas mayoritariamente positivas.
El musical comenzó los preestrenos en el Teatro Ethel Barrymore de Nueva York el 15 de marzo de 2022, antes de su estreno oficial el 3 de abril de 2022. El musical se estrenó el 3 de abril de 2022 recibiendo críticas mixtas y posteriormente se cerró brevemente debido a los problemas de COVID-19 generalizados entre el reparto y el equipo.

## Números musicales
Berkeley (2018) 
|  | Act I - "Premonitions" - "Some Folks Do" - "Was My Brother in the Battle?" - "The Five Points" - "Camptown Races" - "We Will Keep the Bright Lookout" - "Ah, May the Red Rose Live Always" - "Nelly Was a Lady" - "Oh, Susanna" - "Gentle Annie" - "I Will Not Die in Springtime" - "I'd Be a Soldier" - "Someone to Love" - "Angelina Baker" - "Hard Times Come Again No More" | Act II - "We Are Coming, Father Abraham" - "Janey with the Light Brown Hair" - "I'm Not That Man" - "Ring, Ring the Banjo" - "I Will Not Die in Springtime” (reprise) - "Angelina Baker” (reprise) - "Paradise Chorale" - "Let It Burn" - "Beautiful Dreamer" |

|  | Acto I - "Premonitions" - "Some Folks Do" - "Was My Brother in the Battle?" - "The Five Points" - "Camptown Races" - "We Will Keep the Bright Lookout" - "Ah, May the Red Rose Live Always" - "Nelly Was a Lady" - "Oh, Susanna" - "Gentle Annie" - "I Will Not Die in Springtime" - "I'd Be a Soldier" - "Someone to Love" - "Angelina Baker" - "Hard Times Come Again No More" | Acto II - "We Are Coming, Father Abraham" - "Janey with the Light Brown Hair" - "I'm Not That Man" - "Ring, Ring the Banjo" - "I Will Not Die in Springtime” (reprise) - "Angelina Baker” (reprise) - "Paradise Chorale" - "Let It Burn" - "Beautiful Dreamer" |

Chicago (2021) 
|  | Act I - "Paradise Square" – Nelly, Annie, Willie, Rev., Ensemble - "I'm Coming" – Owen, Washington, Angelina - "Camptown Races" – Owen, Washington, Milton - "Larry’s Goodbye" – Willie, Nelly - "Bright Lookout" – Rev., Dockworkers - "True to a Country" – Tiggens, Mike, Ensemble - "Oh, Susanna" – Ensemble - "Gentle Annie" – Annie, Rev. - "Why Should I Die in Springtime?" – Owen, Ensemble - "I'd Be a Soldier" – Rev., Washington, Ensemble - "Angelina Baker” (part 1) – Washington - "Welcome Home" – Nelly, Ensemble | Act II - "Angelina Baker” (part 2) – Amelia, Uptown Women - "Ring, Ring the Banjo" – Nelly, Annie, Ensemble - "Why Should I Die in Springtime? (reprise) – Owen, Ensemble - "Angelina Baker” (part 3) – Washington, Ensemble - "Someone to Love" – Annie, Nelly - "One Match and One Man" – Mike, Tiggens, Ensemble - "Breathe Easy" – Angelina, Washington, Ensemble - "Hard Times" – Milton, Tiggens, Ensemble - "No More" – Ensemble - "Let It Burn" – Nelly - "Finale" – Ensemble |

|  | Acto I - "Paradise Square" – Nelly, Annie, Willie, Rev., Ensemble - "I'm Coming" – Owen, Washington, Angelina - "Camptown Races" – Owen, Washington, Milton - "Larry’s Goodbye" – Willie, Nelly - "Bright Lookout" – Rev., Dockworkers - "True to a Country" – Tiggens, Mike, Ensemble - "Oh, Susanna" – Ensemble - "Gentle Annie" – Annie, Rev. - "Why Should I Die in Springtime?" – Owen, Ensemble - "I'd Be a Soldier" – Rev., Washington, Ensemble - "Angelina Baker” (part 1) – Washington - "Welcome Home" – Nelly, Ensemble | Acto II - "Angelina Baker” (part 2) – Amelia, Uptown Women - "Ring, Ring the Banjo" – Nelly, Annie, Ensemble - "Why Should I Die in Springtime? (reprise) – Owen, Ensemble - "Angelina Baker” (part 3) – Washington, Ensemble - "Someone to Love" – Annie, Nelly - "One Match and One Man" – Mike, Tiggens, Ensemble - "Breathe Easy" – Angelina, Washington, Ensemble - "Hard Times" – Milton, Tiggens, Ensemble - "No More" – Ensemble - "Let It Burn" – Nelly - "Finale" – Ensemble |

Broadway (2022) 
|  | Act I - "Paradise Square" – Nelly, Annie, Willie, Rev., Ensemble - "I'm Coming" – Owen, Washington, Angelina, Annie, Rev. - "Camptown Races" – Owen, Washington, Milton - "You Have Had My Heart" – Willie, Nelly - "Bright Lookout" – Rev., Dockworkers - "Tomorrow's Never Guaranteed" – Tiggens, Mike, Ensemble - "I'm Coming" (reprise) – Angelina - "Turn My Life Around" – Nelly, Ensemble - "Gentle Annie" – Annie, Rev. - "Why Should I Die in Springtime?" – Owen, Mike, Ensemble - "I'd Be a Soldier" – Rev., Washington, Ensemble - "Angelina Baker" – Washington - "Heaven Save Our Home" – Nelly, Ensemble | Act II - "Angelina Baker" (reprise) – Uptown Women - "Now or Never" – Nelly, Annie, Ensemble - "Why Should I Die in Springtime?" (reprise) – Owen, Ensemble - "Always on My Mind" – Washington, Ensemble - "Someone to Love" – Annie, Nelly - "The Protest" – Mike, Owen, Tiggens, Ensemble - "Breathe Easy" – Angelina, Washington, Ensemble - "The Riot" – Tiggens, Ensemble - "Chorale" – Nelly, Ensemble - "Let It Burn" – Nelly - "Finale" – Ensemble |

|  | Acto I - "Paradise Square" – Nelly, Annie, Willie, Rev., Ensemble - "I'm Coming" – Owen, Washington, Angelina, Annie, Rev. - "Camptown Races" – Owen, Washington, Milton - "You Have Had My Heart" – Willie, Nelly - "Bright Lookout" – Rev., Dockworkers - "Tomorrow's Never Guaranteed" – Tiggens, Mike, Ensemble - "I'm Coming" (reprise) – Angelina - "Turn My Life Around" – Nelly, Ensemble - "Gentle Annie" – Annie, Rev. - "Why Should I Die in Springtime?" – Owen, Mike, Ensemble - "I'd Be a Soldier" – Rev., Washington, Ensemble - "Angelina Baker" – Washington - "Heaven Save Our Home" – Nelly, Ensemble | Acto II - "Angelina Baker" (reprise) – Uptown Women - "Now or Never" – Nelly, Annie, Ensemble - "Why Should I Die in Springtime?" (reprise) – Owen, Ensemble - "Always on My Mind" – Washington, Ensemble - "Someone to Love" – Annie, Nelly - "The Protest" – Mike, Owen, Tiggens, Ensemble - "Breathe Easy" – Angelina, Washington, Ensemble - "The Riot" – Tiggens, Ensemble - "Chorale" – Nelly, Ensemble - "Let It Burn" – Nelly - "Finale" – Ensemble |

## Reparto y personajes
| Personaje                                             | Fuera de Broadway (2012) | Berkeley (2018)     | chicago (2021)       | Broadway (2022)      |
| ----------------------------------------------------- | ------------------------ | ------------------- | -------------------- | -------------------- |
| Nelly O'Brien                                         | Almería Campbell         | cristina sajous     | Joaquina Kalukango   | Joaquina Kalukango   |
| annie lewis                                           |                          | Madeline Trumble    | chilena kennedy      | chilena kennedy      |
| Frédéric Tiggens                                      |                          |                     | Juan Dossett         | Juan Dossett         |
| Washington Enrique                                    |                          | Sidney DuPont       | Sidney DuPont        | Sidney DuPont        |
| Owen Duignan                                          | John Charles Mc Laughlin | AJ Shively          | AJ Shively           | AJ Shively           |
| Reverendo Samuel Jacob Lewis                          |                          | Daren A.Herbert     | Nathaniel Stampley   | Nathaniel Stampley   |
| panadero angelina                                     |                          | Gabrielle McClinton | Gabrielle McClinton  | Gabrielle McClinton  |
| 'Suerte' Mike Quinlan                                 |                          | kevin dennis        | kevin dennis         | kevin dennis         |
| milton moore                                          | jed peterson             | jacob fishel        | jacob fishel         | jacob fishel         |
| willie o'brien                                        |                          | Muro de Brendan     | mate bogart          | mate bogart          |
| Bailarina Nova/“Plaza del Paraíso”                    |                          |                     | cloe davis           | cloe davis           |
| Alguacil preboste/Daniel Jenkins                      |                          | ben miguel          | ben miguel           | ben miguel           |
| Sarah/Cantante de "Paradise Square"                   |                          |                     | Hailee Kaleem Wright | Hailee Kaleem Wright |
| Bendecido                                             |                          |                     | Kayla Pecchioni      | Kayla Pecchioni      |
| Amelia Tiggins                                        |                          |                     | Erica Spyres         | Erica Spyres         |
| elmer maderas                                         |                          | marca uhre          | colin cunliffe       | colin cunliffe       |
| Oficial de notificación/asistente de estación de paso |                          |                     | jose davis           | jose davis           |
| Janey Fomentar                                        | erin oeste               |                     |                      |                      |
| Mayordomo de campamento                               |                          | Bernard Dotson      |                      |                      |
| Levi Butler                                           |                          | Jacobi Hall         |                      |                      |
| Patrick Murphy                                        |                          | Chris Whelan        |                      |                      |
| Thomas Jefferson                                      | Stephane Duret           |                     |                      |                      |
| miguel jenkins                                        | Philip Callen            |                     |                      |                      |

## Premios y nominaciones
Coreografía excepcional
| Año  | Otorgar                                  | Categoría                                                       | Candidato                                                                  | Resultado |
| ---- | ---------------------------------------- | --------------------------------------------------------------- | -------------------------------------------------------------------------- | --------- |
| 2022 | Premios Drama Desk                       |                                                                 |                                                                            |           |
| 2022 | Premios Drama Desk                       | Mejor actriz en un musical                                      | Joaquina Kalukango                                                         | Ganador   |
| 2022 | Premios Drama Desk                       | Coreografía excepcional                                         | Bill T. Jones, Garrett Coleman y Jason Oremus, Gelan Lambert y Chloe Davis | Ganador   |
| 2022 | Premios Drama Desk                       | Música excepcional                                              | Jason howland                                                              | Nominado  |
| 2022 | Premios Drama Desk                       | Peluca y cabello excepcionales                                  | Mateo B. Armentrout                                                        | Nominado  |
| 2022 | Premios del Círculo de Críticos Externos | Mejor nuevo musical de Broadway                                 | Mejor nuevo musical de Broadway                                            | Ganador   |
| 2022 | Premios del Círculo de Críticos Externos | Mejor actriz en un musical                                      | Joaquina Kalukango                                                         | Nominado  |
| 2022 | Premios del Círculo de Críticos Externos | Mejor actor destacado en un musical                             | AJ Shively                                                                 | Nominado  |
| 2022 | Premios del Círculo de Críticos Externos | Director destacado de un musical                                | Moisés kaufman                                                             | Nominado  |
| 2022 | Premios del Círculo de Críticos Externos | Puntaje Sobresaliente                                           | Jason Howland, Masi Asare y Nathan Tysen                                   | Nominado  |
| 2022 | Premios del Círculo de Críticos Externos | Orquestaciones sobresalientes                                   | Jason howland                                                              | Ganador   |
| 2022 | Premios Tony                             | Mejor Musical                                                   |                                                                            | Ganador   |
| 2022 | Premios Tony                             | Mejor actuación de una actriz principal en un musical           | Joaquina Kalukango                                                         | Nominado  |
| 2022 | Premios Tony                             | Mejor actuación de un actor destacado en un musical             | A.J. Shively                                                               | Nominado  |
| 2022 | Premios Tony                             | Mejor actuación de un actor destacado en un musical             | Sidney DuPont                                                              | Nominado  |
| 2022 | Premios Tony                             | Mejor libro de un musical                                       | Christina Anderson, Craig Lucas y Larry Kirwan                             | Nominado  |
| 2022 | Premios Tony                             | Mejor partitura original (música y/o letra) escrita para teatro | Jason Howland (música), Marcus Gardley y Nathan Tysen (letra)              | Nominado  |
| 2022 | Premios Tony                             | Mejor diseño escénico de un musical                             | Allen Moyer                                                                | Nominado  |
| 2022 | Premios Tony                             | Mejor diseño de vestuario de un musical                         | Toni-Leslie James                                                          | Nominado  |
| 2022 | Premios Tony                             | Mejor diseño de iluminación de un musical                       | Donald Holder                                                              | Nominado  |
| 2022 | Premios Tony                             | Mejor coreografía                                               | Bill T. Jones                                                              | Nominado  |